# Genolinea oncorhynchi
Genolinea oncorhynchi är en plattmaskart. Genolinea oncorhynchi ingår i släktet Genolinea och familjen Hemiuridae. Inga underarter finns listade i Catalogue of Life.